# Ta Phong Tan
Ta Phong Tan (Tạ Phong Tần, nacida en 1968 en el distrito Vĩnh Lợi, provincia de Bạc Liêu) es una bloguera disidente vietnamita. Antigua policía y miembro del Partido Comunista de Vietnam, fue arrestada en septiembre de 2011 por propaganda contra el Estado por sus entradas de blog que alegaban corrupción gubernamental. El 30 de julio, la madre de Tạ Phong Tần, Dang Thi Kim Lieng, se inmoló delante de las oficinas del gobierno de la provincia de Bạc Liêu en protesta por los cargos contra su hija. El 24 de septiembre de 2012, Tạ Phong Tần fue sentenciada a diez años de prisión. Su arresto fue protestado por grupos que incluyen la Oficina de las Naciones Unidas Alto Comisionado para los Derechos humanos, el Ministerio de Asuntos Exteriores de EE. UU., Amnistía Internacional, y Human Rights Watch.
Fue liberada tras aproximadamente tres de los diez años de sentencia y viajó a los EE. UU., donde llegó el sábado 20 de septiembre de 2015, según el Ministerio de Asuntos Exteriores estadounidense y el Comité de Protección de Periodistas.

## Blog
Cuando empezó a bloguear, Tạ Phong Tần trabajaba como policía. En 2004, se convirtió en periodista freelance. Dos años más tarde,  empezó un blog titulado Cong Ly va Su Que ("Justicia y Verdad"), que se volvió popular por sus informes sobre abusos policiales. Debido a estos informes y a la crítica en la web sobre las políticas del Partido Comunista de Vietnam, fue expulsada del Partido y perdió su trabajo en 2006.
Tạ Phong Tần fue arrestada en septiembre de 2011. Ella, junto a los blogueros disidentes Nguyễn Văn Hải y Phan Thanh Hải, habían publicado a través del "Club de los Periodistas Vietnamitas Libres". Los tresfueron acusados de escribir propaganda anti-estatal. Los cargos conllevaban una pena máxima de veinte años de cárcel. The Economist describió los arrestos como "lo último en una serie de intentos de los gobernantes comunistas de Vietnam de controlar el creciente uso de internet."

## Inmolación de la madre
En la mañana del 30 de julio de 2012, la madre de 64 años de Tạ Phong Tần, Dang Thi Kim Lieng, se prendió fuego a sí misma delante del comité de Bac Lieu en protesta por la detención de su hija, una semana antes de que comenzara el juicio. Lieng murió de sus quemaduras de camino al hospital. La muerte fue la primera inmolación reportada en Vietnam desde la década de 1970.
Los medios de comunicación estatales vietnamitas no reconocieron la muerte durante varios días antes de decir que sería investigada. Se anunció una postergación indefinida del juicio de Tan.

## Sentencia
El 24 de septiembre de 2012, Tạ Phong Tần fue sentenciada a diez años de prisión en una audiencia que duró un día.  The Economist lo comparó con un juicio de broma propio de la Unión Soviética.